# Citronella mucronata

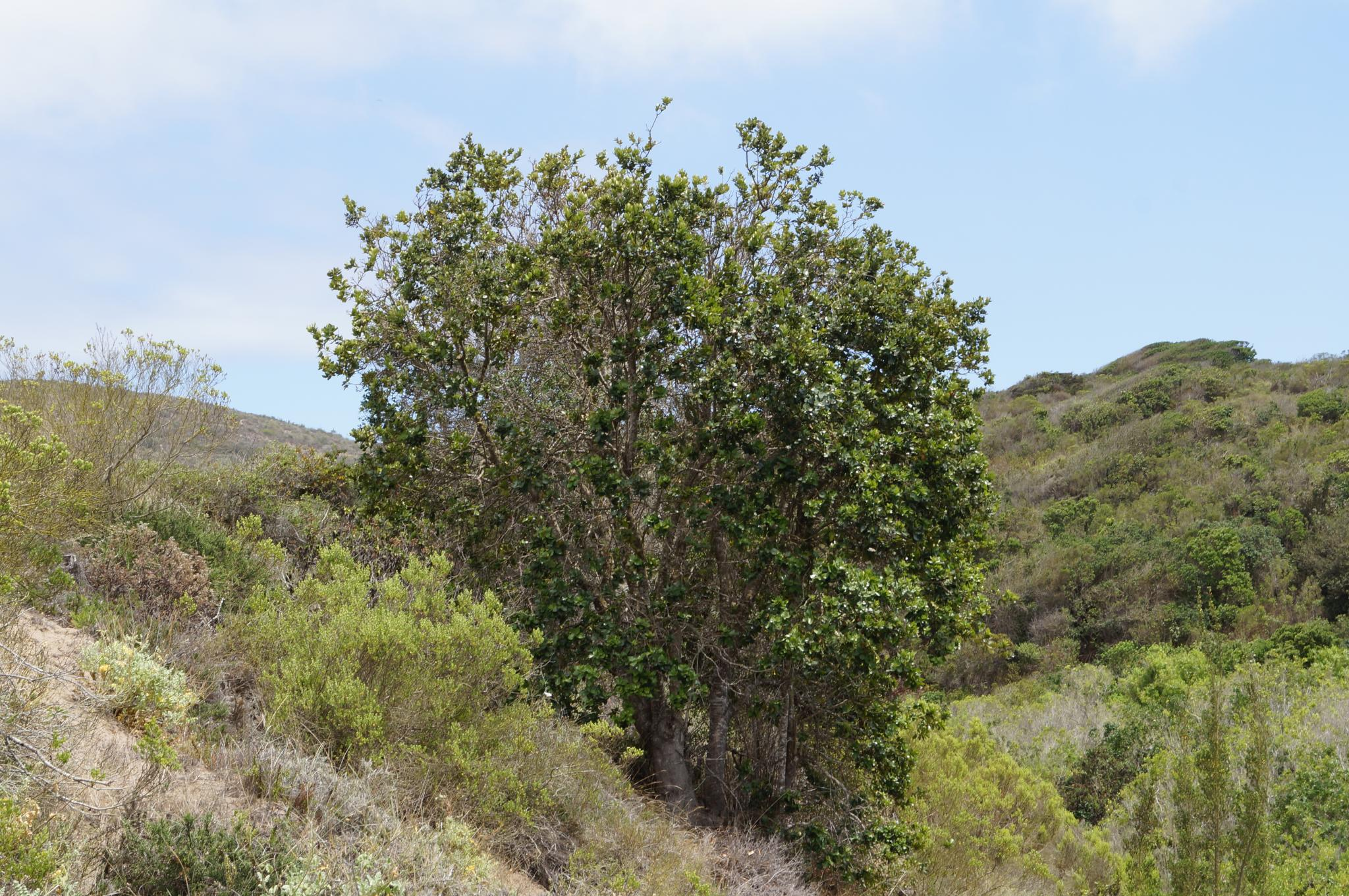
Vista de la planta

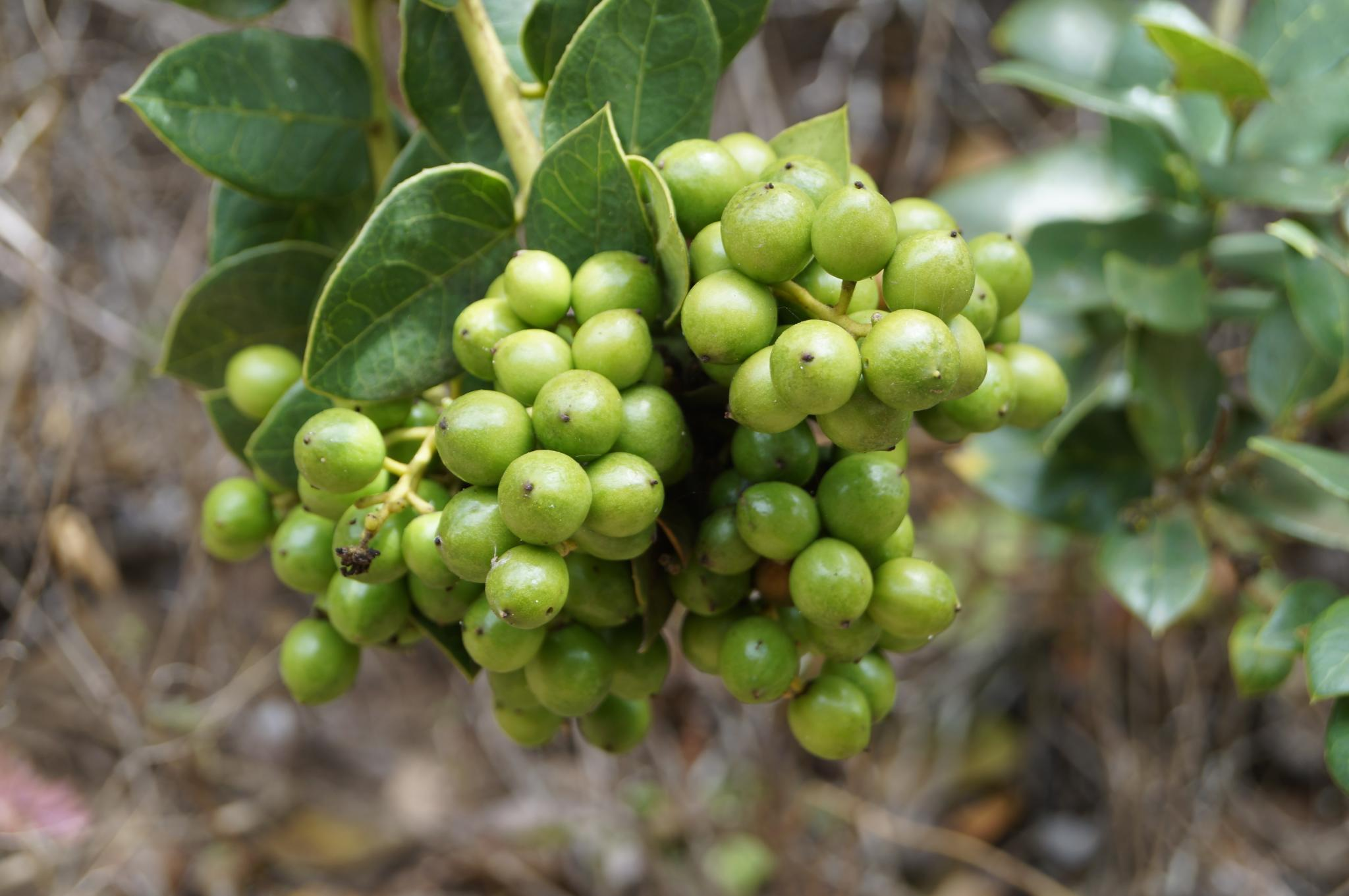
Fruits

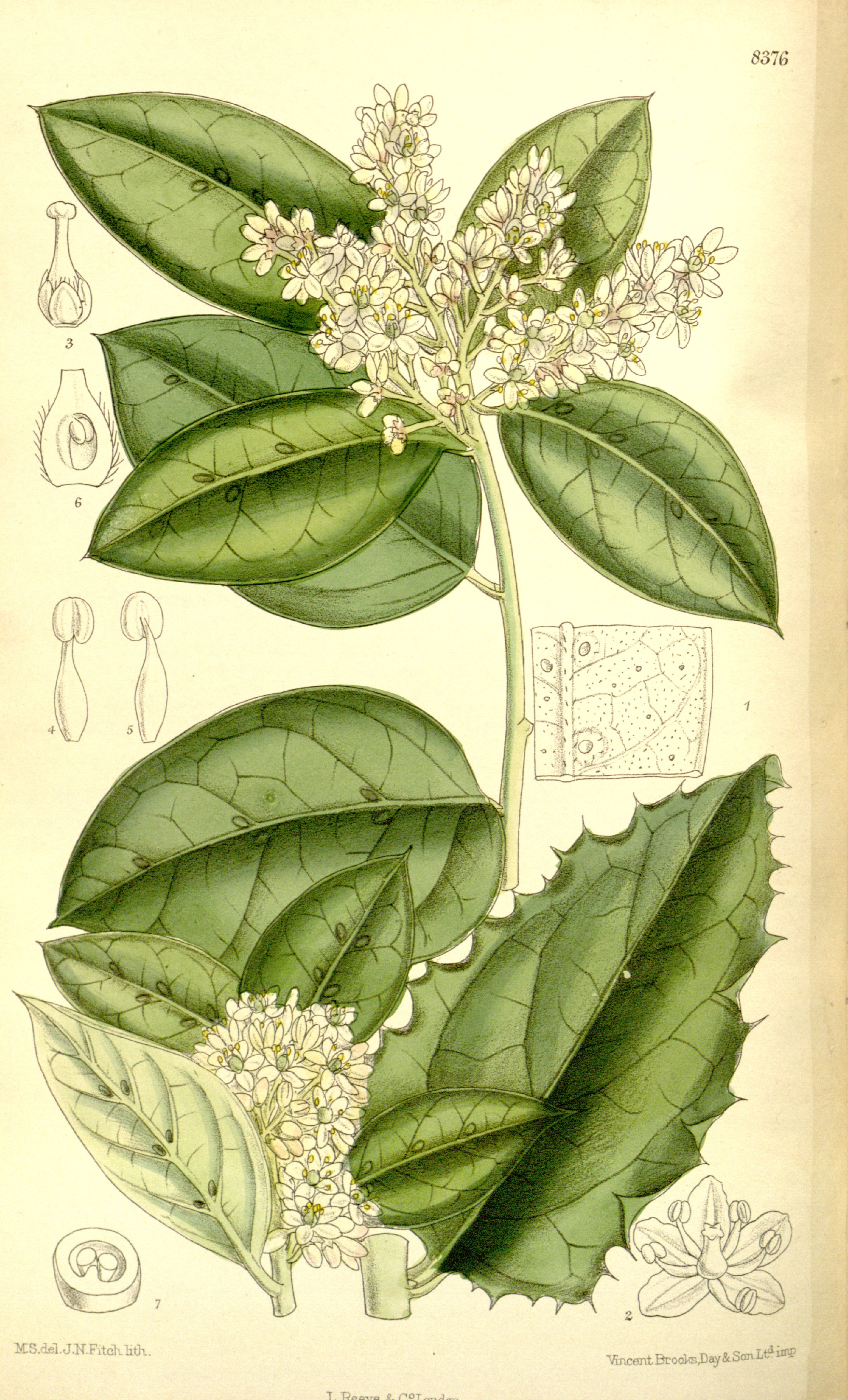
Il·lustració

Citronella mucronata és una espècie de planta de la família de les Cardiopteridàcies, endèmica del centre de Xile. És un arbre perenne que es troba en zones riques en humitat i poc exposades al Sol. És una espècie que s'usa com a planta ornamental.